# Lucian Sandu
Lucian Sandu (n. 30 noiembrie 1968) este un antrenor român de gimnastică, parte a echipei de antrenori ai lotului de gimnastică feminină a României la Jocurile Olimpice de la Beijing (2008).

## Distincții
- Ordinul “Meritul Sportiv” clasa a II-a cu 2 barete (27 august 2008) [1]